# 日産プリンス熊本販売
日産プリンス熊本販売株式会社（にっさんプリンスくまもとはんばい）は、熊本県熊本市に本社を置く、日産自動車の自動車販売店（レッドステージ店）である。

## 沿革
- 1952年3月8日 - 日産プリンス熊本販売設立。
- 2003年10月1日 - 日産サティオ熊本北と合併（これにより旧・日産サティオ熊本北の北部営業所・山鹿営業所・阿蘇営業所が同社の店舗となり、旧・日産プリンス熊本の菊南店・玉名店と旧・日産サティオ熊本北の近見営業所は廃止された）。
- 2003年12月 - 本社機能を移転（熊本市（現･南区）日吉から熊本市（現・東区）西原へ）。
- 2011年9月 - 熊本日産自動車が、経営していた日産ネットワークホールディングスより株の過半数を取得。経営権が熊本日産に移動する。

## 事業所
- 本社支店/熊本市東区西原1-2-15
- 健軍支店/熊本市東区桜木1-2-22
- 東バイパス支店/熊本市東区上南部2-1-125
- 日吉支店・フリート特販部/熊本市南区日吉1-1-1
- 北部支店/熊本市北区鶴羽田1-11-27
- カーランド御領店/熊本市東区御領5-13-5
- カーランド新南部店/熊本市東区新南部3-10-43
- カーランド平田店/熊本市南区平田1-11-14
- 水俣支店/水俣市百間町1-5-23
- 玉名支店/玉名市岱明町上65-1
- 山鹿支店/山鹿市方保田3513-2
- 阿蘇支店/阿蘇市黒川18-1
- カーランド菊南店/合志市須屋1980-6
- 光の森支店/菊池郡菊陽町光の森7-1-3

## 熊本県内の他日産車販売店
- 熊本日産自動車